# كاترينا كيف
كاترينا كيف (بالهندية: कत्रिना कैफ़) (بالإنجليزية: Katrina Kaif) من مواليد (16 يوليو 1983) بهونغ كونغ البريطانية، هي ممثلة بريطانية في السينما الهندية، تُعد من الأعلى أجرًا وتشتهر بأدوارها في أفلام الحركة والرقص. بدأت كعارضة أزياء، وحققت نجاحًا كبيرًا في بوليوود بأفلام مثل نيويورك، إيك تا تايغر، وسوريافانشي. تظهر كايف بانتظام في قوائم الشخصيات الأكثر جاذبية في الهند، وتدير خط مستحضرات التجميل كي بيوتي. تشارك في أعمال خيرية من خلال مؤسسة مشاريع الإغاثة الهند، وهي متزوجة من الممثل فيكي كوشال

## الحياة المبكرة والعائلة
كاترينا كيف، المولودة في هونغ كونغ البريطانية في 16 يوليو 1983، لأب بريطاني من أصل كشميري وأم إنجليزية، نشأت مع سبعة أشقاء تحت رعاية والدتها بعد انفصال والديها. بسبب نشاط والدتها الاجتماعي، عاشت في عدة بلدان وتلقت تعليمها في المنزل. بدأت مسيرتها كعارضة أزياء في سن الرابعة عشرة، وفازت بمسابقة جمال في هاواي، ثم عملت في عرض الأزياء بلندن قبل الانتقال إلى الهند، حيث انطلقت في مسيرتها السينمائية.

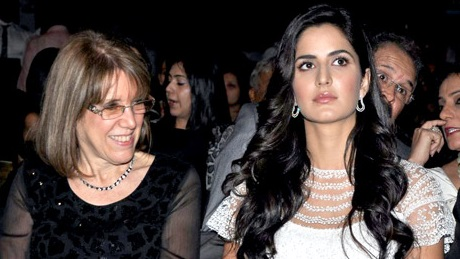
كايف مع والدتها في حفل توزيع جوائز اختيار الجمهور في الهند، 2012

## حياة مهنية

#### بداياتها في التمثيل (2003-2005)
في عرض أزياء في لندن، لفتت كاترينا كيف انتباه المخرج كايزاد جوستاد، الذي أتاح لها فرصة الظهور الأول في فيلم بووم عام 2003. على الرغم من أن الفيلم لم يحقق نجاحًا نقديًا أو تجاريًا، إلا أنه مهّد لكاترينا الطريق إلى بوليوود، حيث قررت البقاء في الهند وتطوير مسيرتها كعارضة أزياء. واجهت في البداية صعوبات بسبب ضعف لغتها الهندية، لكنها عملت على تحسينها. في عام 2004، ظهرت في فيلم التيلجو ماليسواري، مما أكسبها شهرة وجذب عروضاً أخرى. بعدها حققت نجاحًا كبيرًا في بوليوود من خلال فيلم ماين بيار كيون كيا؟ مع سلمان خان في 2005، الذي اعتبرته بداية فعلية لمسيرتها السينمائية في الهند.

### الاختراق (2006–2008)
في عام 2006، ظهرت كاترينا كيف في فيلم همكو ديوانا كار غاي للمخرج راج كانوار، والذي لم يحقق النجاح المتوقع، وكان أول تعاون لها مع النجم أكشاي كومار. رغم تلقيها تعليقات إيجابية حول أدائها، إلا أن بعض النقاد اعتبروا أن الممثلات المساعدات قد طغت عليها.
شهد عام 2007 تحسنًا ملحوظًا في مسيرة كاترينا، حيث ظهرت في أربعة أفلام ناجحة. في فيلم ناماستي لندن، الذي اعتبرته كاترينا دورها المهيمن الأول، جسدت شخصية جاسميت مالهوترا. على الرغم من الآراء المتباينة للنقاد حول الفيلم، أشاد البعض بأداء كاترينا، حيث اعتبرها سوكانيا فيرما "تناسب الدور تمامًا". كما نالت كيمياء كاترينا مع أكشاي كومار إشادة خاصة، مما أضاف بعدًا جذابًا للعلاقة بين الشخصيتين.
من الجدير بالذكر أن اختيارات صناع الأفلام في العديد من الأفلام كانت تستفيد من مظهر كاترينا الأجنبي، حيث اعتبر النقاد أن لهجتها الإنجليزية تضيف جاذبية إلى أدائها، مما جعلها تبرز في صناعة السينما الهندية.
لعبت كاترينا كايف دورًا مساعدًا كطبيبة في الدراما الرياضية Apne، وهو الفيلم الذي شهد أول ظهور لدارميندرا مع أبنائه. تلا ذلك تعاونها مع سلمان خان في الفيلم الكوميدي بارتنر، الذي حقق إيرادات عالمية بلغت 1.03 مليار روبية.
كان آخر أفلامها في 2007 هو ويلكم، الذي رغم تلقيه مراجعات سلبية، أصبح ثاني أعلى فيلم ربحًا في بوليوود لذلك العام. في 2008، شاركت في ثلاثة أفلام، من بينها ريس وسينغ از كينغ، حيث حقق الأخير 1.25 مليار روبية، مما جعله نجاحًا آخر في مسيرتها.
على الرغم من نجاحها المالي، واجهت كايف انتقادات لأدوارها، حيث اعتبر النقاد أنها كانت تلعب أدوارًا ثانوية في أفلام يهيمن عليها الذكور. في ردها على الانتقادات،«أكدت أنها لا ترى ضرورة للظهور بمظهر بسيط لتثبت موهبتها كممثلة».
شاركت أيضًا في جولة حفلات تمبتيشنز ريلودد مع شاه روخ خان وكارينا كابور، التي حققت نجاحًا كبيرًا.

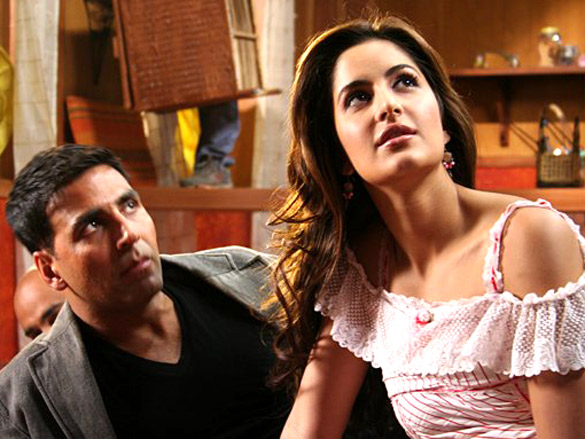
كايف وأكشاي كومار في موقع تصوير ويلكم (2007)؛ حيث تعاونا في العديد من الأفلام الناجحة.

#### النجاح السائد (2009-2013)
بعد سلسلة من الأدوار البراقة، بدأت كاترينا كايف في البحث عن أدوار أكثر أهمية، مما أدى إلى ظهورها في فيلم نيويورك (2009) الذي أخرجه كبير خان. نال الفيلم نجاحًا تجاريًا وحظي بمراجعات إيجابية، وأشاد النقاد بأداء كايف، الذي اعتُبر الأفضل في مسيرتها.
أدى الفيلم إلى أول ترشيح لها لجائزة فيلم فير كأفضل ممثلة. تبع ذلك ظهورها في فيلم بلو ودورها البارز في الكوميديا اجب بريم كي غازاب كاهاني (2009) إلى جانب رانبير كابور. اختتمت العام بفيلم دي دانا دان وشاركت في حفل ختام الدوري الهندي الممتاز لعام 2009.
في عام 2010، شاركت كاترينا كايف في فيلم راجنيتي، حيث لعبت دور إندو، شخصية سياسية مستوحاة من دراوبادي. تلقت كايف إشادة لأدائها، وحقق الفيلم نجاحًا كبيرًا في شباك التذاكر. بعد ذلك، تعاونت مع أكشاي كومار في الكوميديا تيس مار خان، حيث قدمت الأغنية الشهيرة "شيلا كي جواني"، على الرغم من أن الفيلم تعرض لانتقادات سلبية.

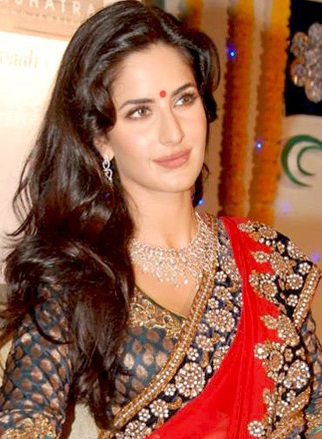
كايف في عام 2010

في العام التالي، تألقت كايف في زنداقي نا ملغي دبارة، حيث لعبت دور ليلى، مدربة الغوص، وتلقت إشادة واسعة. كما شاركت في الفيلم الكوميدي الرومانسي عروس أخي، حيث تلقت إشادة لأدائها في دور ديمبل ديكسيت.
في عام 2012، قدمت كايف رقم شيكني شاميلي في فيلم طريق النار، وحققت نجاحًا باهرًا. كما لعبت دور عميلة باكستانية في فيلم إيك تا تايغر، الذي حقق إيرادات قياسية في شباك التذاكر وحقق مراجعات إيجابية.
في وقت لاحق من عام 2012، شاركت كاترينا كايف في فيلم جاب تاك هاي جان مع شاه روخ خان، حيث لعبت دور ميرا. على الرغم من تلقي الفيلم مراجعات إيجابية بشكل عام، كانت ردود الفعل على أداء كايف مختلطة، حيث اعتبرت بعض النقاد أنها كانت غير معبرة في المشاهد العاطفية. ومع ذلك، حقق الفيلم نجاحًا كبيرًا في شباك التذاكر بإيرادات تجاوزت 2.11 مليار روبية (25 مليون دولار أمريكي).

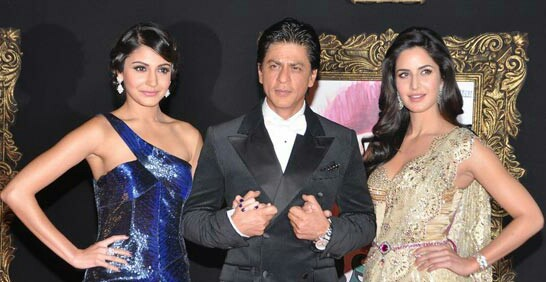
كايف مع أنوشكا شارما وشاروخان في العرض الأول لفيلم جاب تاك هاي جان

في عام 2013، عادت كايف للعمل مع شاه روخ خان في حفله الموسيقي "تمبتيشنز ريلودد"، وشاركت في حفل افتتاح موسم الدوري الهندي الممتاز. كما ظهرت لفترة وجيزة مع عامر خان في فيلم دووم 3، حيث خضعت لتدريب مكثف لتحضير دورها كمؤدية سيرك. تلقى الفيلم تقييمات متباينة، لكن حقق إيرادات ضخمة بلغت 5.42 مليار روبية (65 مليون دولار أمريكي)، مما جعله أحد أعلى الأفلام ربحًا في تاريخ بوليوود.

#### التقلبات المهنية (2014-2018)
كان ظهور كاترينا كايف التالي في فيلم بانغ بانغ (2014)، الذي أخرجه سيدهارث أناند، وهو إعادة إنتاج لفيلم فارس ويوم. لعبت دور موظفة استقبال تتقاطع طريقها مع عميل سري، ولكن أداءها تلقى انتقادات، حيث وصفه الناقد راجا سين بأنه "لا يطاق". ورغم أن الفيلم حقق نجاحًا تجاريًا، إلا أنه فشل في تلبية توقعات شباك التذاكر.
في عام 2015، كانت كايف الوحيدة التي ظهرت في فيلم فانتوم مع سيف علي خان. للتحضير لدورها كعميلة سابقة في وكالة الاستخبارات الهندية، تعلمت بعض اللغة العربية. ومع ذلك، كانت إصداراتها في العام التالي، فتور وبار بار ديكو، فاشلة تجاريًا.
في فيلم فتور، الذي أخرجه أبيشيك كابور، مثلت كايف دور شخصية مستوحاة من إستيلا هافيشام، لكن الانتقادات كانت تشير إلى أنها جيدة في المشاهد الراقصة لكنها لم تكن كافية في الأجزاء الدرامية. بينما في فيلم بار بار ديكو، الذي أخرجه نيتيا ميهرا، وُجد أن كايف كانت بلا تعبير، لكن تم الإشادة برقم الرقص في أغنيتها مع سيدهارث مالهوترا، "كالا تشاشما"، الذي حقق أكثر من مليار مشاهدة على يوتيوب.
أيضًا، في عام 2016، شاركت كايف في جولة "فريق الأحلام" مع مجموعة من المشاهير الهنود، حيث قدموا عروضهم في مدن أمريكية مختلفة.
بعد ذلك، مثلت كاترينا كايف مع رانبير كابور في فيلم الكوميديا والمغامرة جاغا جاسوس، والذي أخرجه أنوراغ باسو. صدر الفيلم في عام 2017 بعد تأخيرات ناجمة عن تغييرات في السيناريو وإعادة التصوير. ورغم افتتاحه باستجابة نقدية مختلطة، إلا أنه كان مخيبًا للآمال تجاريًا. أشاد الناقد مايانك شيخار بأداء كايف وكابور كونهما واثقين أمام الكاميرا، بينما أشار سايبال تشاترجي إلى أن كايف لم تتمكن من مجاراة كابور.

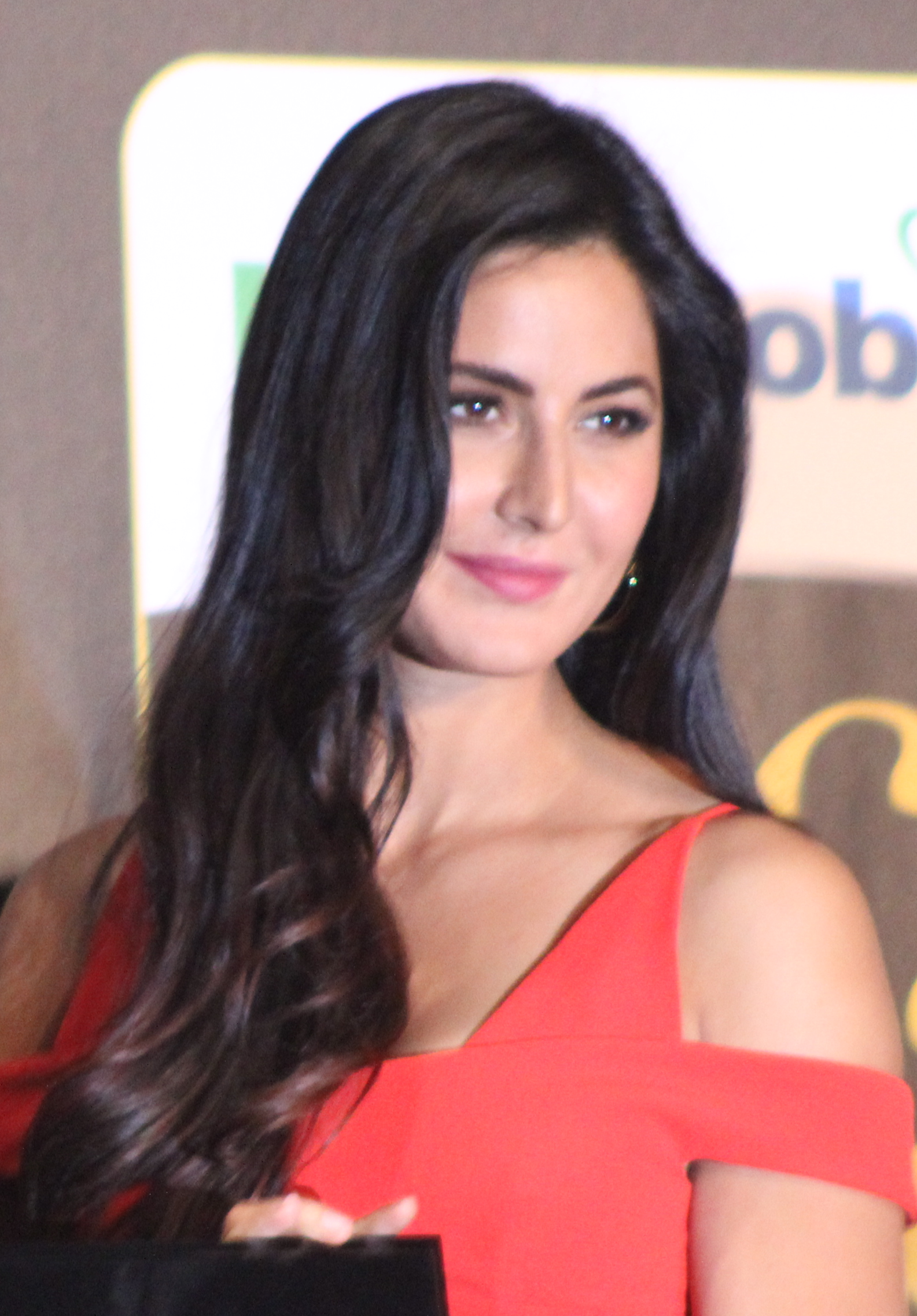
كايف في حفل توزيع جوائز IIFA الثامن عشر في عام 2017

في نفس العام، تعاونت كايف مرة أخرى مع سلمان خان في فيلم الإثارة والحركة تايغر على قيد الحياة، وهو تكملة لفيلم إيك تا تايغر (2012). عُرض الفيلم لأول مرة في عطلة نهاية الأسبوع لعيد الميلاد وحقق إيرادات شباك تذاكر قوية، حيث تجاوزت إيراداته 5.6 مليار روبية (67 مليون دولار أمريكي)، ليصبح أعلى فيلم ربحًا لها. أشار راشيت جوبتا إلى أن كايف عوضت عن حوارها المحدود بأداء مشاهد قتال مؤثرة، مما جعلها تتمتع بأهمية خاصة كنجمة أكشن.
في عام 2018، أصدرت كايف فيلمين هما سفاحين الهند وفيلم الدراما الكوميدية الرومانسية زيرو، وكلاهما كان لهما ميزانيات ضخمة. ورغم كونهما من بين أكثر الأفلام انتظارًا، لم ينجحا في شباك التذاكر. بالنسبة لفيلم سفاحين الهند، اعترفت كايف بأنها لم تستثمر الكثير في المشروع بسبب وقتها المحدود على الشاشة.
في فيلم زيرو، الذي أخرجه أناند إل راي، اجتمعت كايف مع شاه روخ خان وأنوشكا شارما. رغم ترددها في البداية بشأن قبول دور البطولة النسائية الثانية، إلا أنها وافقت بعد إصرار خان وراي. ورغم تلقي الفيلم آراء متباينة من النقاد، حصلت كايف على إشادة لأدائها كممثلة مدمنة على الكحول، حيث اعتبرها النقاد واحدة من "سارقي المشهد" في بوليوود. كما حصلت على جائزة زي سينما لأفضل ممثلة مساعدة وترشيح لجائزة فيلم فير في نفس الفئة.

#### 2019–حتى الآن
في عام 2019، تعاونت كاترينا كايف مرة أخرى مع سلمان خان والمخرج علي عباس ظفر في الدراما بهارات، المقتبسة من الفيلم الكوري الجنوبي قصيدة إلى أبي (2014). حلت كايف محل بريانكا تشوبرا في دور المهندسة التي تقع في حب شخصية خان. نفت كايف التكهنات بأن قبولها للدور كان كخدمة لصديقها خان، مشيرة إلى تقديرها للسيناريو. حقق فيلم بهاراتنجاحًا تجاريًا ليصبح أحد أعلى الأفلام الهندية ربحًا في عام 2019. ورغم أن مراجعات الفيلم كانت متنوعة، أشار مايك ماكاهيل من صحيفة الغارديان إلى "الكيمياء الجيدة" بين كايف وخان، معتبرًا أن "الإخلاص في نظرتها" ساعد الجمهور على تجاهل خيارات شخصيتها المثيرة للجدل.

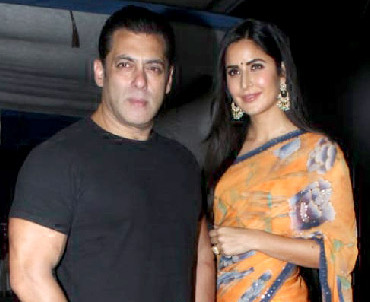
كايف وزميلها الدائم سلمان خان، في صورة للترويج لفيلم بهارات في عام 2019

في عام 2020، كان فيلم كايف الوحيد هو سوريافانشي للمخرج روهيت شيتي، إلى جانب أكشاي كومار. تسبب جائحة كوفيد-19 في تأخير الفيلم عدة مرات حتى صدر في نوفمبر 2021. أعجبت كايف بأسلوب شيتي الإخراجي، ولعبت دور زوجة شخصية كومار. حقق الفيلم نجاحًا كبيرًا في شباك التذاكر، وأصبح لفترة قصيرة الفيلم الأعلى ربحًا في الهند لعام 2021.
في عام 2022، لعبت كايف دور شبح في فيلم الرعب الكوميدي فون بوت، إلى جانب سيدهانت تشاتورفيدي واشان خاتار. لم يُعجب النقاد من توقيتها الكوميدي في هذا الفيلم.
أعادت كايف بعد ذلك تمثيل دورها كزويا في فيلم تايغر 3 (2023)، كجزء من واي آر إف سباي يونيفرس. اعتبرت التدريب البدني لمدة شهرين لأداء حركاتها المثيرة في الفيلم هو الأكثر تحديًا في مسيرتها. كتب أحد المراجعين في موقع الناقد روجر إيبرت أن كايف "تمكنت من سرقة مشهدين"، وحقق تايغر 3 أكبر عطلة نهاية أسبوع افتتاحية في مسيرتها، محققًا أكثر من 4.6 مليار روبية (55 مليون دولار أمريكي) في جميع أنحاء العالم.
في عام 2024، لعبت كايف دور البطولة مع فيجاي سيثيباثي في فيلم الإثارة ميري كريسماس، للمخرج سريرام راغافان. يدور الفيلم حول شخصين غريبين يتواصلان في عشية عيد الميلاد، وتم تصوير نسختين منه: واحدة باللغة الهندية والأخرى باللغة التاميلية. وصفت كايف تصوير النسخة التاميلية بأنه صعب بشكل خاص، بسبب عدم فهمها للغة. ورغم أن الفيلم فشل تجاريًا، إلا أنه نال استقبالًا نقديًا إيجابيًا، حيث أشاد جونجونوالا بالكيمياء بين كايف وسيثوباتي.

## الحياة الشخصية
تتمتع كاترينا كايف بعلاقة وثيقة مع عائلتها، وقد منحها غياب شخصية الأب في حياتها شعورًا بالمسؤولية تجاههم. بينما والدتها مسيحية ووالدها مسلم، تؤكد كايف أنها سُمح لها بممارسة ديانة من اختيارها، مشيرة إلى أنها "مؤمنة راسخة بالله". ذكرت صحيفة تايمز أوف هندية في عام 2009 أنها زارت معبد سيدهيفيناياك وكنيسة جبل ماري وضريح الصوفية أجمر شريف دارغا قبل إصدار أفلامها.
تتجنب كايف مناقشة حياتها الشخصية، التي كانت موضوع اهتمام وسائل الإعلام في الهند. وقد صرحت بأنها تفضل أن تعيش حياتها بكرامة وسرية، مشيرة إلى وجود حياة قبل الزواج وبعده، وأنها تختار الحفاظ على خصوصية هذا الجزء من حياتها.
على الرغم من وجود شائعات عن علاقتها بالممثل سلمان خان منذ عام 2003، إلا أنه لم يتحدث عنها إلا بعد سنوات من انفصالهما، حيث وصفها بأنها أول علاقة جدية له. ورغم انفصالهما، ظلوا أصدقاء، وتعزو كايف الفضل إلى خان في منحها الثقة والتوجيه.
ارتبطت كايف بالممثل رانبير كابور أثناء تصوير فيلم اجب بريم كي غازاب كاهاني، وفي أغسطس 2013، تم تسريب صور لهما أثناء عطلة، مما أُعتبر تأكيدًا على وجود علاقة رومانسية بينهما. بعد ذلك، نشرت كايف رسالة مفتوحة تعبر فيها عن انزعاجها بسبب انتهاك خصوصيتها. انتهت العلاقة في عام 2016.
تزوجت كايف من الممثل فيكي كوشال في 9 ديسمبر 2021 في حفل زفاف هندوسي تقليدي في منتجع سيكس سينسز في سواي مادهوبور، راجاستان. كان حفل زفافهما موضوع تغطية إعلامية واسعة، وأصبحت صور زفافهما الرسمية الأكثر إعجابًا على إنستغرام في الهند حتى ذلك الحين.

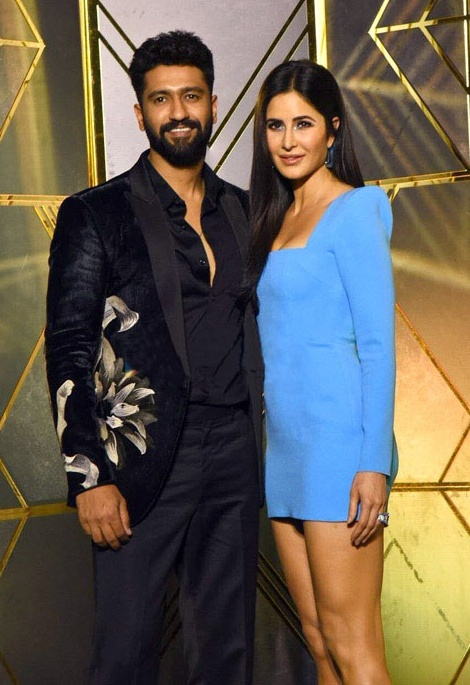
كايف مع زوجها فيكي كوشال في عام 2022

## العمل خارج الشاشة
كاترينا كايف تشارك بفاعلية في العمل الخيري ودعم قضايا إنسانية متعددة، حيث تركز جهودها على التعليم، تمكين المرأة، والمساواة بين الجنسين. من خلال مشاريع الإغاثة الهندية، التي تديرها والدتها، تساهم في دعم الأطفال المحرومين والأيتام، وتتبرع بجزء من أرباحها السنوية لهذه المؤسسة. كما تبرعت بأرباح برامج مثل 10 Ka Dum لصالح دار أيتام والدتها.
تعمل كايف على الترويج للمساواة بين الجنسين ومحاربة العنف ضد النساء، حيث انضمت إلى مبادرات مثل وي يونايت التابعة للأمم المتحدة و بيرلز ويف تراست. كما أنها تدعم تعليم الفتيات من خلال منظمة إديوكيت جيرلز، وزارت مناطق نائية لتعزيز هذه الجهود.
تدعم كايف جمعيات السرطان لزيادة الوعي بسرطان الثدي وعنق الرحم، وشاركت في إعلان تجاري لدعم تعليم الأطفال. أطلقت أيضًا مبادرة Kare ضمن علامتها التجارية كي بيوتي لدعم توظيف النساء الريفيات.
تساهم كايف في برامج لمكافحة الاتجار بالبشر وتدعم مؤسسة بيينغ هيومن فاونديشن. خلال جائحة كوفيد-19، تبرعت لصندوق رئيس الوزراء CARES، ومولت مبادرات لدعم راقصي السينما الهندية.

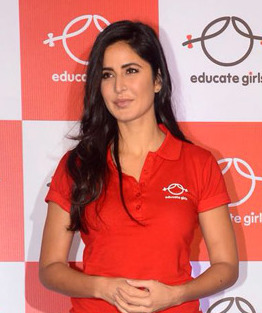
كايف في فعالية لتثقيف الفتيات في عام 2018

## صورة إعلامية
كاترينا كايف هي من أبرز المشاهير في الهند وأحد الوجوه الأجنبية الأكثر نجاحًا في بوليوود، وقد أثارت مسيرتها تدفقاً للمواهب الأجنبية إلى الهند. وبالرغم من اختلافها عن النمط التقليدي لنجمات بوليوود، أثبتت قدرتها على تحويل التحديات إلى فرص وارتقت إلى النجومية، كما ساعد أسلوبها الغربي في تقديم صورة عصرية لنجمات بوليوود.
بدأت كايف مسيرتها بتحديات، بما في ذلك ضعف إتقانها للغة الهندية وظهورها التمثيلي المحدود، لكنها تفوقت على هذه العقبات، معززة حضورها المميز على الشاشة، ومثبِتة نفسها كواحدة من أعلى الممثلات أجراً في الهند من خلال التركيز على نقاط قوتها. رغم نجاحها التجاري الكبير، تلقت أدوارها آراءً متباينة، حيث دعاها النقاد إلى تجربة أدوار صعبة أكثر بدلاً من الاعتماد على مظهرها. مع ذلك، تشتهر بمهاراتها في الرقص التي لاقت استحساناً كبيراً، واعتُبرت من أفضل راقصات بوليوود.
تُعرف كايف بجمالها وأناقتها، حيث تصدرت قوائم الجمال والمظهر الجذاب في الهند والعالم، وحظيت بشعبية كبيرة على مستوى الموضة واللياقة البدنية. أطلقت كايف في عام 2019 علامتها التجارية لمستحضرات التجميل كي بيوتي، والتي لاقت نجاحاً لشموليتها وتنوع منتجاتها، ساعية من خلالها إلى تعزيز الشمولية وتحدي معايير الجمال.
إلى جانب مسيرتها الفنية، تعد كايف من الأعلى أجراً في الإعلانات، حيث تُمثل عدداً من العلامات التجارية الكبرى، وتتلقى مبالغ ضخمة لكل إعلان. تم تصنيفها في قائمة فوربس لأبرز المشاهير في الهند بفضل أرباحها وثروتها التي بلغت 2 مليار روبية في عام 2021. بفضل مسيرتها المثيرة للإعجاب، أصبحت من أكثر الممثلات متابعة على إنستغرام، مما يعزز مكانتها كأيقونة للموضة والجمال في الهند.

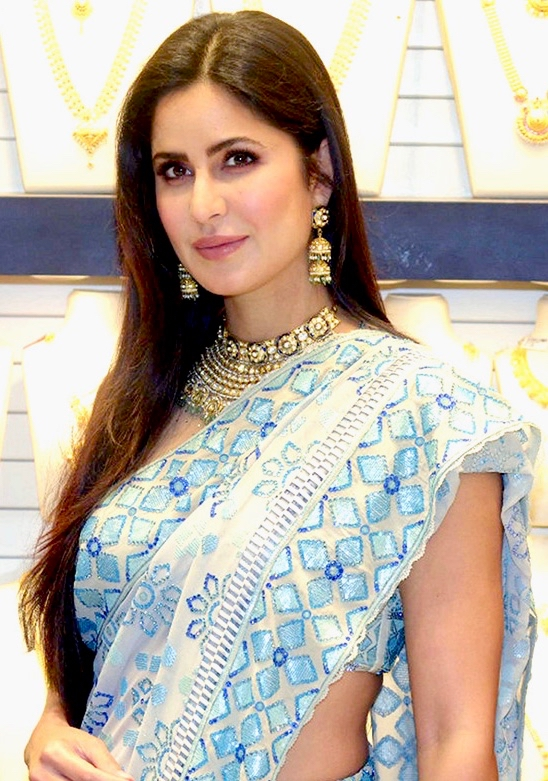
كايف في حدث في عام 2018

## الجوائز
- 2006: جائزة ستاردست لأحسن أداء نسبة إلى الممثلين (الإناث)، عن ماين بيار كيون كيا
- 2008: جوائز زي سين، جائزة الممثل الهندي البريطاني
- 2008: جوائز IIFA، جائزة المغنية الأكثر أناقة لهذا العام
- 2008: جوائز سابسى لأفضل كوان، أفضل بطلة، عن سينغيز كينج
- 2009 : جائزة راجيف غاندي

## وصلات خارجية
- كاترينا كيف على موقع IMDb (الإنجليزية)
- كاترينا كيف على موقع الموسوعة البريطانية (الإنجليزية)
- كاترينا كيف على موقع روتن توميتوز (الإنجليزية)
- كاترينا كيف على موقع قاعدة بيانات الأفلام العربية
- كاترينا كيف على موقع ألو سيني (الفرنسية)
- كاترينا كيف على موقع أول موفي (الإنجليزية)
- كاترينا كيف على موقع إن إن دي بي (الإنجليزية)
- كاترينا كيف على موقع قاعدة بيانات الفيلم (الإنجليزية)
- كاترينا كيف على موقع كينوبويسك (الروسية)